# Var (Mythologie)
Var (altnord Vár, Vör) ist in der nordischen Mythologie eine der Asinnen.
Var bedeutet „Geliebte“ und ist eine Göttin der Ehe und Liebe, von der Snorri in der Gylfaginning sagt, sie überwache die Verträge, die Ehepartner miteinander schließen. Wahrscheinlich ließ sich Snorri fälschlicherweise durch das altisländische Wort várar (Verträge) etymologisch leiten. Die Bedeutung „Geliebte“ gilt aber als gesichert (vgl. Svölnis Var - „Odins Geliebte“). Außerdem ist sie eine der Dienerinnen der Göttin Frigg. Wahrscheinlich ist sie eine der Matronen wie Snotra, Hlín oder Sjöfn.